# Валтер Бауер (награда)
Литературната награда „Валтер Бауер“ (на немски: Walter-Bauer-Preis) е учредена през 1993 г. в споразумение между градовете Мерзебург и Лойна, а след 2005 г. се раздава и едноименна стипендия.
Отличието трябва да припомня родения в Мерзебург писател Валтер Бауер.
С наградата се удостояват лица, които се изявяват литературно в духа на Валтер Бауер.
Наградата се присъжда на всеки две години и е в размер на 3500 €.

## Носители на наградата
- 1994: Хенри Байсел, Ханс-Мартин Плеске
- 1996: Юрген Янкофски
- 1998: Ева Щритматер
- 2000: Вилхелм Барч
- 2002: Волфганг Хилбиг
- 2004: Ангелика Аренд
- 2006: Вулф Кирстен
- 2008: Петер Госе
- 2010: Ландолф Шерцер, Дитер Муке
- 2012: Андре Шинкел
- 2014: Керстин Хензелl
- 2016: Матиас Бискупек[2]